# 乙亥会館
乙亥会館（おといかいかん）は愛媛県西予市（旧東宇和郡野村町）にある施設である。

## 概要
- 2005年（平成17年）4月、野村病院の跡地に開設された。旧野村町は相撲が盛んな土地で、両国国技館を参考にした方形型の建物となっている。アリーナ・多目的ホール・相撲練習室・相撲資料館・研修室・会議室・トレーニング室・温浴施設（カロト温泉）を備えている[1]。開館年より、野村町で江戸時代から続く伝統ある相撲大会「乙亥大相撲」の会場として使用されている。
- 2018年（平成30年）7月におきた西日本豪雨で被災。同年10月に復旧検討委員会を設置[2]。12月にカロト温泉の営業再開を断念、体育施設に変更[3]。
- 2020年（令和2年）4月に完成したが、新型コロナウィルス感染症の影響で、復旧竣工式を中止[4]。同年5月26日に再開した[5]。10月12日には西日本豪雨の継承を展示する「西予市災害伝承展示室」（旧カルチャー室[6]）を開設[7]。

## 開催された行事
- 乙亥大相撲（2005年から毎年（2018、19除く）
- 愛媛国体相撲競技（2017年）
- 全日本実業団相撲選手権大会（2022年）
- 四国せいよ朝霧湖マラソンのスタート・ゴールとして使用されている